# Sheij Saduq
Abu Yáfar Muhammad bin Alí b. Huséin b. Musa b. Babawayh al-Qummi (en árabe: ابو جعفر محمد بن علي بن حسين بن موسى بن بن بابويه القمي), más conocido como Ibn Babawayh o Sheij Saduq, fue una importante autoridad religiosa y alfaquí de origen persa perteneciente a la rama del islam duodecimano. Su obra más famosa, Man La Yahduruhu Al-Faqih, es parte de los Cuatro Libros más importantes del chiismo.

## Biografía

### Nacimiento
La fecha exacta de nacimiento de Saduq no se conoce con certeza. De acuerdo con su libro Kamal Al-Dín, así como el Al-Fihrist de Al-Nayashi y Al-Gaiba de Sheij Tusi, parece que nació en el período temprano del liderazgo de Huséin ibn Ruh Al-Naubajti, tercer representante del Imán Al-Mahdi en su Menor Ocultación.
De acuerdo con la historia narrada por el propio Saduq, su padre (Alí b. Huséin b. Musa b. Babawayh) le pidió a Abu Yáfar Muhammad b. Alí b. Aswad que le pidiera a Huséin b. Ruh que pidiera al Imán Al-Mahdi que rezara por él. Ibn Ruh respondió a la solicitud del padre de Saduq y le informó que el Imán había rezado por él, y que pronto le sería concedido un hijo bendecido.
Con base en este relato, los primeros eruditos chiitas han situado su fecha de nacimiento después del año 305 de la Hégira (917-918 d. C.).

### Vida
Al-Saduq creció en Qom, donde estudió bajo la tutela de su padre y otros destacados eruditos chiitas. En algún momento, posiblemente después del año 955 d. C., dejó Qom y se trasladó a Rayy (actual Teherán), capital de la Dinastía búyida. Posteriormente, viajó a Mashhad y e impartió clases en Nishapur. A lo largo de su vida, también emprendió un viaje a La Meca para realizar el Hach y luego a los lugares sagrados en Irak, así como otro viaje a Mashhad y Transoxiana. En todas sus travesías, visitó muchas ciudades y tuvo la oportunidad de escuchar hadices de numerosos eruditos. Pasó los últimos años de su vida en Rayy, donde está enterrado.

### Muerte
El Sheij Saduq murió en Rayy en el año 381 de la Hégira (991-2 d. C.) y está enterrado en el conocido como Cementerio de Ibn Babawayh.

## Obras
- Man La Yahduruhu Al-Faqih.
- Ilal al-shara'i (La causa de las leyes, علل الشرائع).
- Ma'ani al-ajbar (El significado de las noticias, معاني الاخبار).
- Uyún ajbar al-Rida (El manantial de las noticias de Al-Rida, عيون اخبار الرضا)
- Al-i'tiqadat fi din al-Imamiyya (Las creencias en la religión imamí, الاعتقادات في دين الامامية).
- Al-Tawhid (El Monoteísmo, التوحيد).
- Kamal al-dín wa tamam al-Ni'ma (La perfección de la religión y la perfección de la Gracia, کمال الدين وتمام النعمة).
- Al-amali (Los dictados, الامالي).
- Al-jisal (Las características, الخصال).
- Al-Hidaya (La Guía, الهداية).
- Zawab al-amal wa iqab al-amal (La recompensa de las acciones y el castigo de las acciones, ثواب الاعمال وعقاب الاعمال).

## Profesores
Debido a su gran número de viajes, Saduq tuvo aproximadamente 260 profesores. Algunos de sus profesores más destacados fueron:
- Alí b. Huséin b. Musa b. Babawayh Al-Qummi.[3]
- Ibn Al-Walid Al-Qummi.[4]
- Ahmed b. Alí b. Ibrahim b. Háshim al-Qummi.[5]
- Ahmed b. Muhammad b. Isa.[6]
- Muhammad b. Musa b. al-Mutawakkil.[7]

## Estudiantes destacados
- Sheij Mufid.
- Harún b. Musa al-Talla'ukbari
- Alí b. Muhammad al-Jazaz
- Al-Huséin b. Ubaidulá b. al-Gada'iri
- Al-Sharif al-Murtada
- Harún b. Musa b. Ahmed al-Talla'ukbari
- Al-Hasan b. Muhammad b. al-Hasan al-Shaybani.